# Sphinx nigrescens
Sphinx nigrescens är en fjärilsart som beskrevs av Barend J. Lempke 1959. Sphinx nigrescens ingår i släktet Sphinx och familjen svärmare. Inga underarter finns listade i Catalogue of Life.